# Gomit
Gomit is een bestuurslaag in het regentschap Dairi van de provincie Noord-Sumatra, Indonesië. Gomit telt 1094 inwoners (volkstelling 2010).